# Retábulo do Mosteiro da Trindade

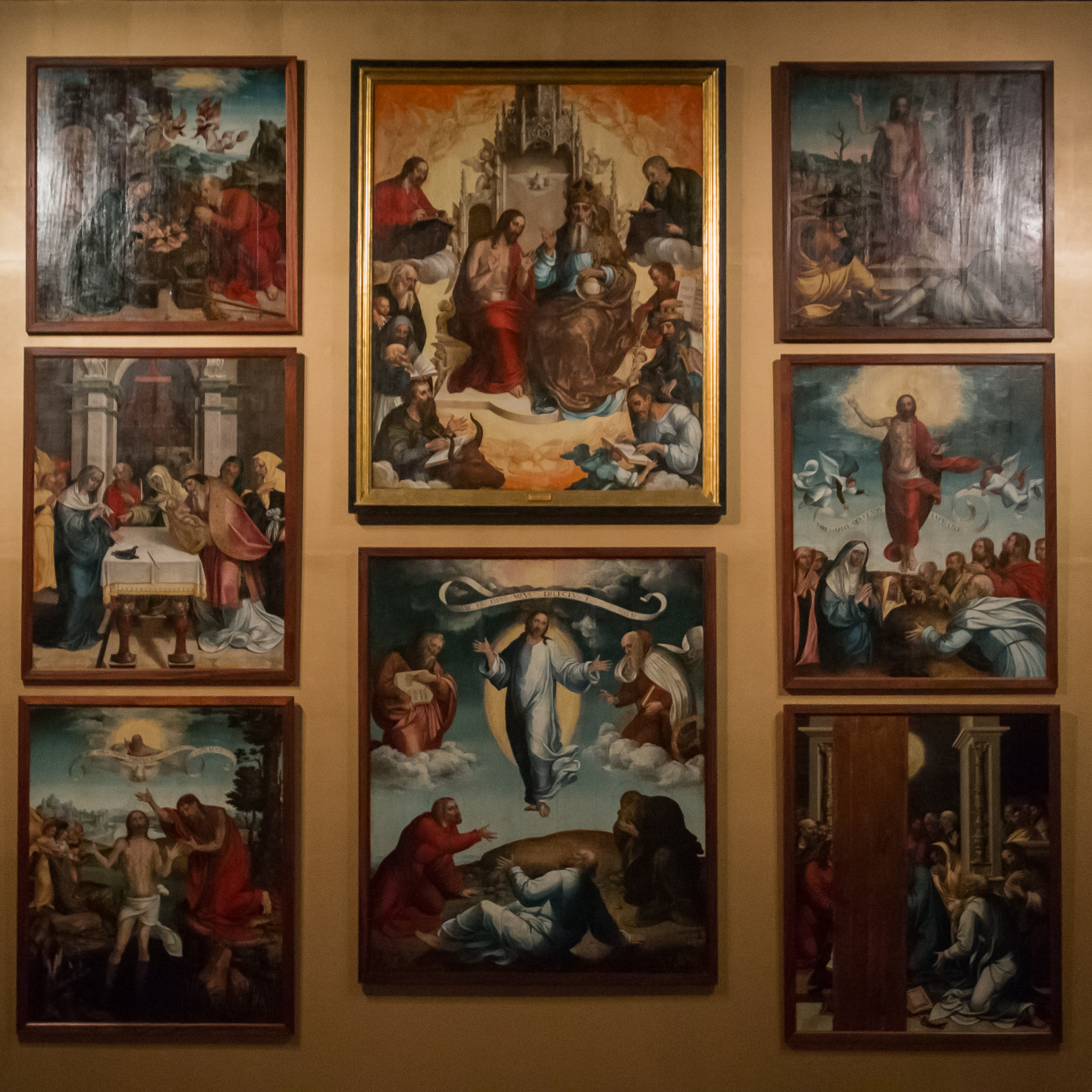
Retábulo do Mosteiro da Trindade (1537, 552 cm x 530 cm), de Garcia Fernandes e outros, composto por oito painéis proveniente do Mosteiro da Trindade e actualmente no MNAA.

O Retábulo do Mosteiro da Trindade é um políptico de oito pinturas a óleo sobre madeira de 1537, tratando-se provavelmente de obra colectiva com participação proeminente do artista português do Renascimento Garcia Fernandes (c.1514 - c. 1565), e que decorou inicialmente o altar-mor do Mosteiro/Convento da Trindade, em Lisboa, estando actualmente no Museu Nacional de Arte Antiga de Lisboa.
Os oito painéis que compunham o Retábulo do Mosteiro da Trindade são a Natividade, a Apresentação do Menino no Templo, o Baptismo, a Ressurreição, a Ascensão, o Pentecostes, a Transfiguração e a Santíssima Trindade.

## Descrição
Apresenta-se a seguir a descrição primeiro da Santíssima Trindade e da Transfiguração e depois dos outros seis painéis do Retábulo do Mosteiro da Trindade seguindo uma lógica narrativa.

### Santíssima Trindade

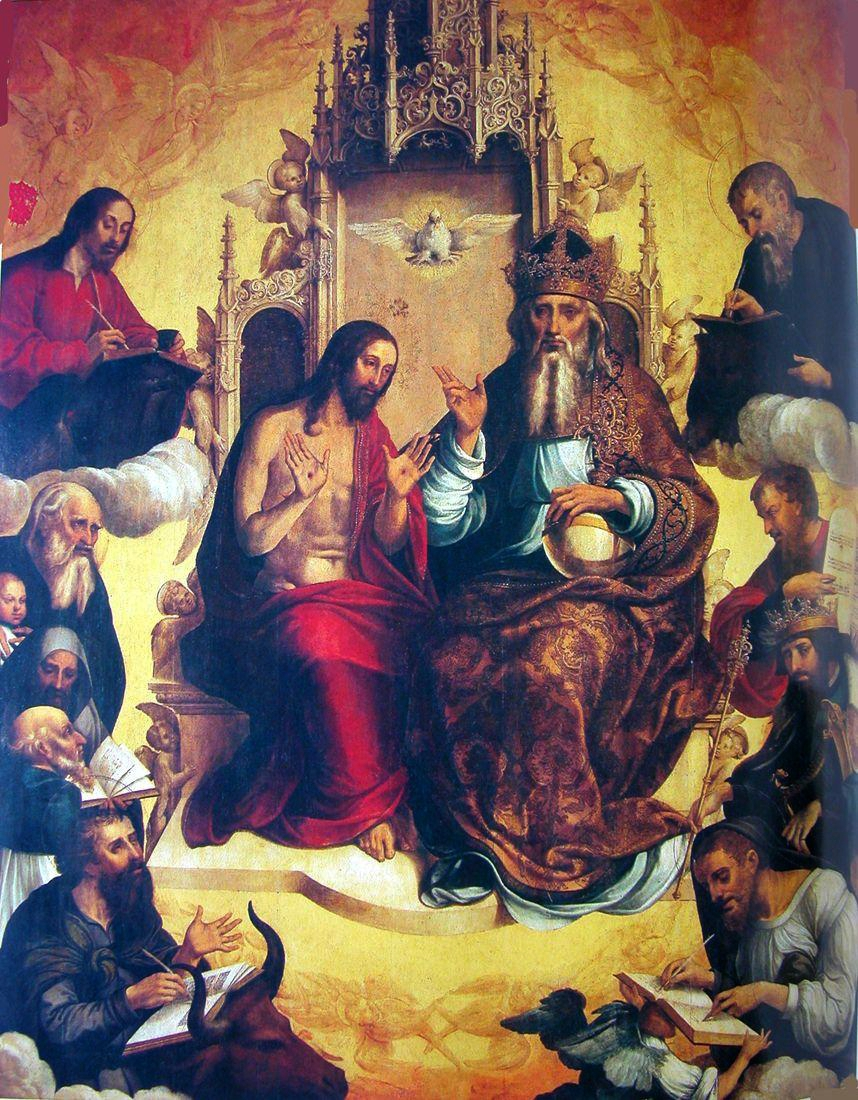
Santíssima Trindade (1537), de Garcia Fernandes e outros, proveniente do Mosteiro da Trindade, actualmente no MNAA.

Trata-se de um dos oito painéis do Retábulo do Mosteiro da Trindade tendo de altura 255 cm e 206 cm de largura e representa o fundamento teológico cristão da Santíssima Trindade.
No centro da cena estão as figuras de Deus Pai e de Jesus Cristo sentados num imponente trono com espaldar de ornamentação gótica, tendo no vértice superior do triângulo por Eles formado a pomba que representa o Espírito Santo. Cristo está semi-coberto num amplo manto vermelho, símbolo do martírio, e mostra as mãos com as chagas. Deus Pai faz o gesto da benção apoiando a mão esquerda sobre um globo que tem inscrita a cruz. A pomba do Espírito Santo paira com as asas abertas.
Limitando a cena, nos vértices de um quadrado imaginário, estão representados os quatro Evangelistas, cujos Evangelhos assentam sobre os seus símbolos: em cima, à esquerda São João, e à direita São Marcos; em baixo, à esquerda São Lucas, e à direita São Mateus. No espaço intermédio estão quatro figuras do Antigo Testamento: à direita Moisés com as Tábuas da lei e o Rei David com a harpa, e à esquerda Abraão e o jovem Isaac. Abaixo destes dois figuram os dois santos fundadores da Ordem dos Trinitários: São João da Mata e São Félix de Valois. Uma corte de anjos etéreos dispõe-se em redor do quadro.
A Santíssima Trindade é representada numa cena com uma expressão de grande intensidade mística. A longa barba grisalha e as sombras do rosto do Deus Pai endurecem a sua expressão pressupondo sabedoria e respeito. A pintura foi executada com preocupação ao pormenor, nítida na filigrana da decoração do trono, nas texturas das roupas e na individualização de todas as figuras através de um retrato naturalista.:143

### Transfiguração

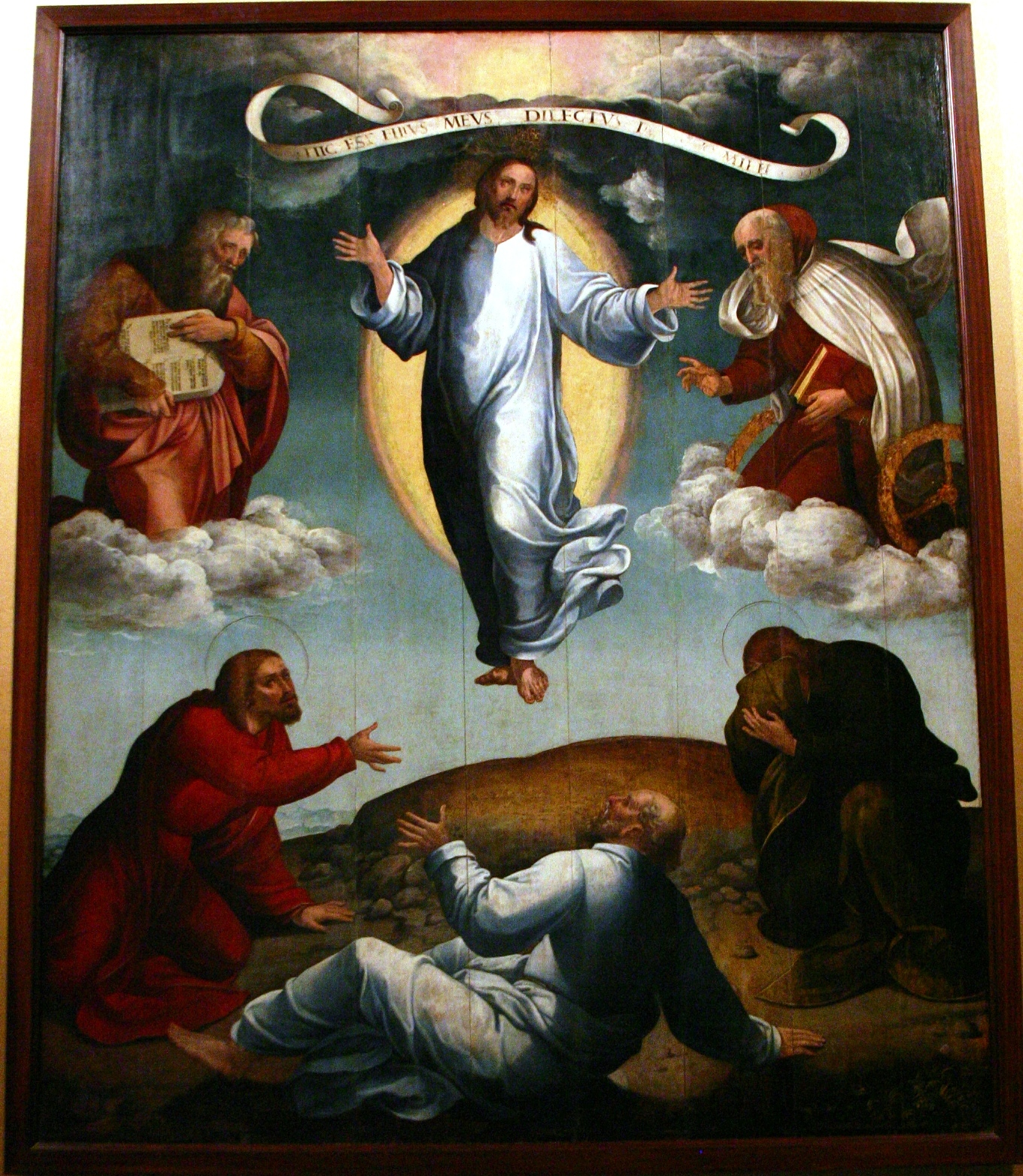
Transfiguração (1537), de Garcia Fernandes e outros, proveniente do Mosteiro da Trindade, actualmente no MNAA.

Trata-se de um dos oito painéis do Retábulo do Mosteiro da Trindade tendo de altura 259 cm e 208 cm de largura e representa o episódio bíblico da Transfiguração de Jesus.
Mas nesta pintura não apenas Jesus começa a brilhar, com as vestes a tornaram-se de um branco ofuscante, como se eleva no céu, aparecendo os profetas Moisés e Elias a seu lado, conversando com ele. Em terra, surpreendidos com o milagre estão os apóstolos Pedro, Tiago e João. Sobre Cristo está uma faixa com as palavras pronunciadas por Deus quando ocorreu o milagre: «Este é o meu filho, por mim eleito, escutai-O» (Mateus 17:1-5).
Segundo Dagoberto Markl, a Transfiguração de Garcia Fernandes é uma obra já penetrada da influência de mestres italianos havendo uma afinidade evidente com a Transfiguração (em Galeria) de Rafael pintada entre 1518 e 1520 para a Catedral de Narbona. Garcia Fernandes terá estado em Roma entre 1518 e 1521, mas estando nessa época o painel de Rafael em Narbona, Garcia Fernandes não terá podido ver a obra directamente, a não ser que na sua viagem a Roma tenha passado por aquela cidade francesa. Mas dado que vários desenhos e pinturas de Rafael foram registados em gravura por Marcantonio Raimondi e outros gravadores, tanto que Garcia Fernandes utiliza no Retábulo de S. Bartolomeu da Sé de Lisboa uma gravura de Raimondi sobre um desenho atribuido a Rafael, pode ter sido uma gravura o meio de conhecimento da obra sobre o mesmo tema de Rafael.:128

### Natividade

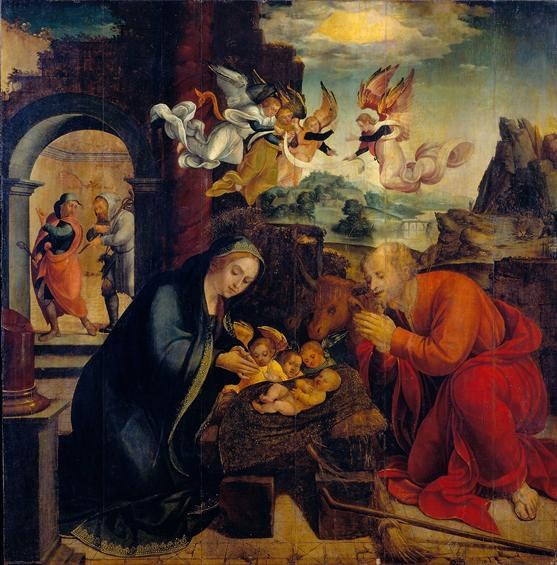
Natividade (1537), de Garcia Fernandes e outros, proveniente do Mosteiro da Trindade e actualmente no MNAA.

Trata-se de um dos oito painéis do Retábulo do Mosteiro da Trindade, tendo de altura 259 cm e 208 cm de largura e representa o episódio bíblico do Nascimento de Jesus.
No centro da pintura está o Menino Jesus que tem junto a si a Virgem Maria e São José ajoelhados com as mãos postas em sinal de oração, e ainda três anjos e os animais clássicos da Natividade. Acima de Jesus, como se fora um dossel, um grupo de anjos sustenta uma faixa branca que conteria uma inscrição hoje ilegível. Mais afastados podem observar-se, do lado esquerdo, dois homens (pastores) sob um arco de edifício em ruínas e, na direita, uma paisagem de montanha e de vale por onde corre um rio com uma ponte a atravessá-lo.
Para Dagoberto Markl, a Natividade é uma obra de forte influência flamenga. O bordão de São José assenta sobre um molho de trigo que é um símbolo usual na pintura ganto-brugense da transição dos séculos XV e XVI, aparecendo em destaque, por exemplo, no Tríptico Portnari de Hugo van der Goes, e também na Natividade da Sé de Viseu, obra provavelmente do luso-flamengo Francisco Henriques. Segundo Erwin Panofsky, o molho de trigo alude a Belém (Bethlehem), a Casa do Pão, e à passagem do Evangelho segundo São João que afirma «Eu sou o pão que desceu do céu» (João 6:41).:137:138

### Apresentação de Jesus no Templo

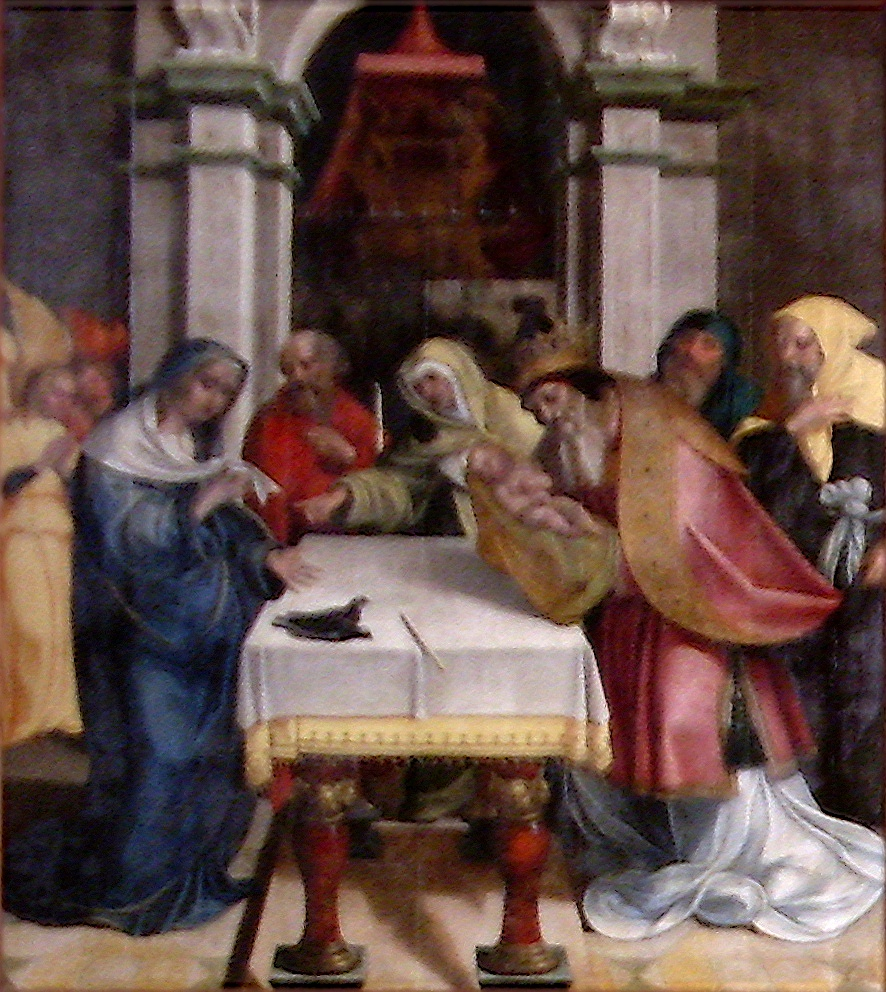
Apresentação de Jesus no Templo (1537), de Garcia Fernandes e outros, proveniente do Mosteiro da Trindade e actualmente no MNAA.

Trata-se de um dos oito painéis do Retábulo do Mosteiro da Trindade, tendo de altura 194 cm e 154 cm de largura e representa o episódio bíblico do Apresentação de Jesus no Templo.
No centro da composição encontra-se uma mesa coberta por uma toalha branca bordada com motivos geométricos, sobre a qual estão duas rolas do rito hebraico da Apresentação e uma vela deitada. A Virgem Maria que tem São José a seu lado já deu o Menino Jesus em frente ao sacerdote Simeão que tem a seu lado a profetisa idosa Ana. Dois anjos estão representados no lado esquerdo da cena, situada numa igreja renascentista, vendo-se para lá do arco central um tabernáculo.

### Baptismo

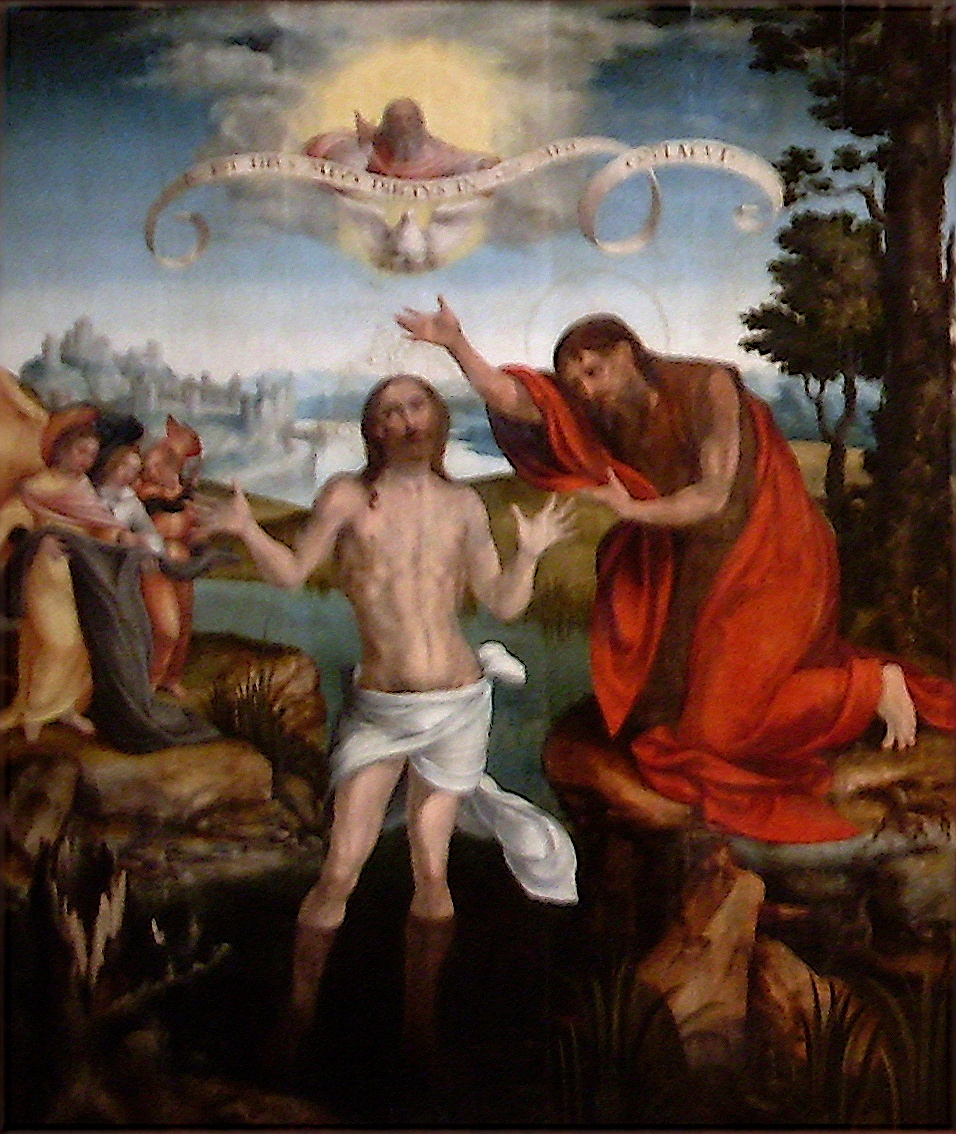
Baptismo (1537), de Garcia Fernandes e outros, proveniente do Mosteiro da Trindade e actualmente no MNAA.

Trata-se de um dos oito painéis do Retábulo do Mosteiro da Trindade tendo de altura 196 cm e 160 cm de largura e representa o episódio bíblico da Batismo de Jesus.
No centro da composição, Jesus Cristo, que tem acima de si a pomba do Espírito Santo e Deus Pai envolto numa abertura luminosa do céu, é baptizado por São João Baptista nas águas do rio Jordão. Do lado esquerdo, como assistentes, estão três anjos, vendo-se ao longe uma cidade circundada por muralhas na margem do rio.

### Ressurreição

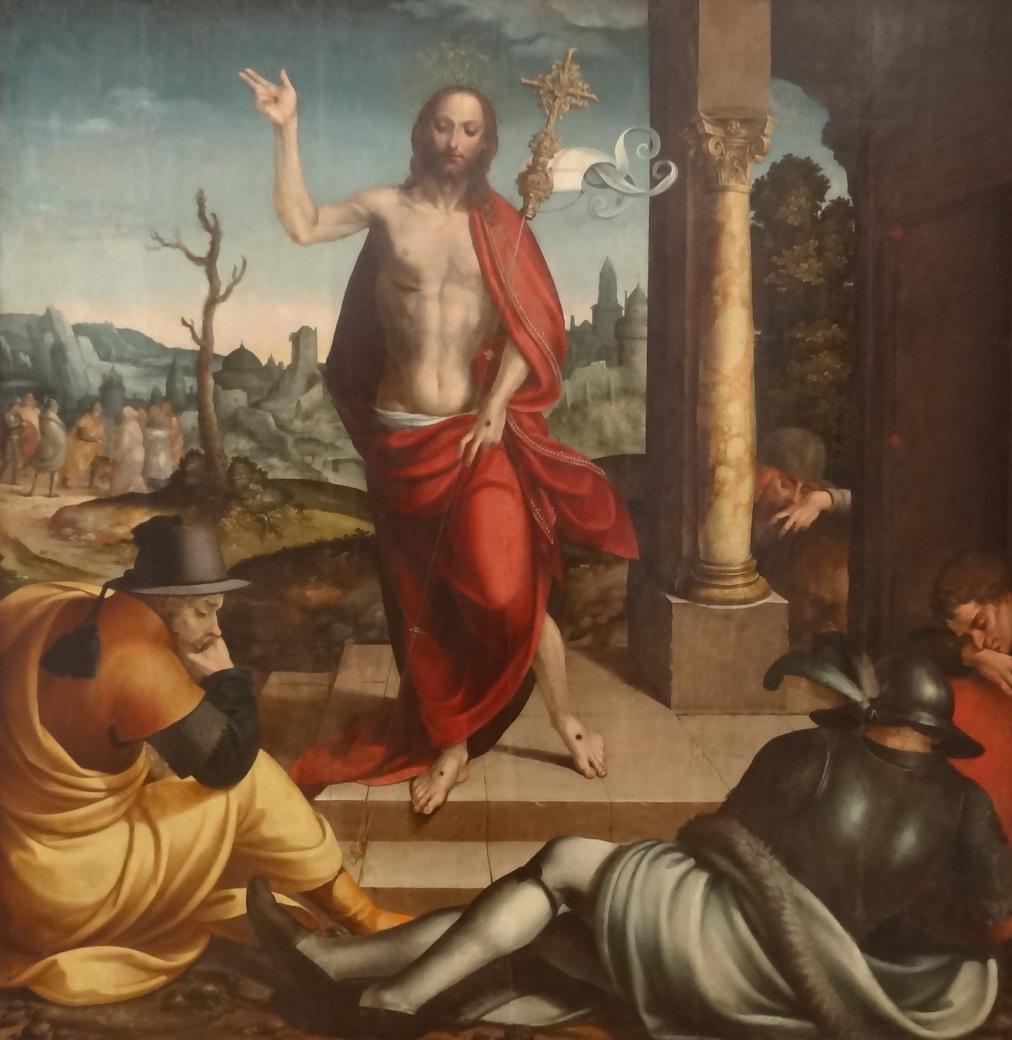
Ressurreição (1537), de Garcia Fernandes e outros, proveniente do Mosteiro da Trindade e actualmente no MNAA.

Trata-se de um dos oito painéis do Retábulo do Mosteiro da Trindade tendo 160 cm de altura e 160 cm de largura e representa o episódio bíblico da Ressurreição de Jesus.
Cristo ressuscitado surge aos soldados adormecidos que guardam a sepultura, representando-se a meia distância, à esquerda, o episódio do suborno dos soldados que vigiavam o túmulo de Cristo (Mateus 28:12-15), e vendo-se em fundo uma paisagem rochosa e casario.
À esquerda está destacada uma árvore despida de folhagem que, pela caducidade das suas folhas, deve simbolizar a renovação, a ressurreição. E também nesta obra, o túmulo está fechado e selado, o que constitui uma característica frequente na pintura portuguesa.:137
Este painel ocupava o canto superior direito do conjunto e a sua perspectiva adequa-se a essa posição. A composição é clara e equilibrada dando relevo a elementos de arquitectura «ao antigo» e à exposição do corpo humano, quer desnudo, como no tronco de Jesus, quer envolto em roupas justas e em panos de pregas arredondadas, como nos soldados em primeiro plano. Na paisagem de fundo destaca-se a cidade de Jerusalém, com a representação, no centro, do Templo de Salomão.

### Ascensão

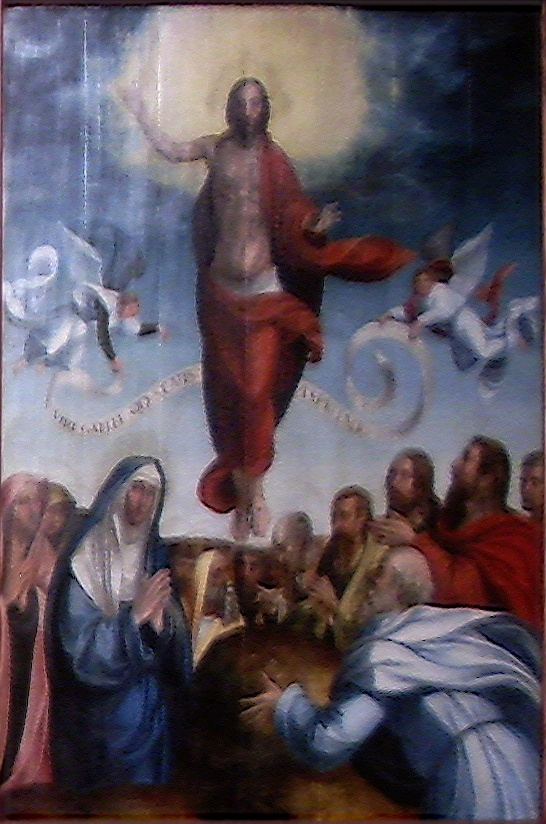
Ascensão (1537), de Garcia Fernandes, proveniente do Mosteiro da Trindade e actualmente no MNAA.

Trata-se de um dos oito painéis do Retábulo do Mosteiro da Trindade tendo de altura 195 cm e 159 cm de largura e representa o episódio bíblico da Ascensão de Jesus.
Cristo está representado no centro da pintura elevando-se no ar parcialmente coberto por uma túnica vermelha, tendo a olhar para si, em terra, a Virgem Maria, Santas Mulheres e Apóstolos. Dois anjos pairam de cada lado de Cristo, mas em plano recuado, segurando uma faixa com inscrição em latim.

### Pentecostes
Trata-se de um dos oito painéis do Retábulo do Mosteiro da Trindade tendo de altura 194 cm e 117 cm de largura e representa o episódio bíblico do Pentecostes.
Tendo-se perdido quatro das tábuas verticais que constituíam a quase totalidade do lado esquerdo, não se pode ver a totalidade do corpo da Virgem Maria, que se supõe em posição central e com manto azul, bem como outros Apóstolos que com ela vivem o Pentecostes. A cena decorre no interior de um templo com colunas quadriláteras com incrustações de madeira em estilo "romano".

## História

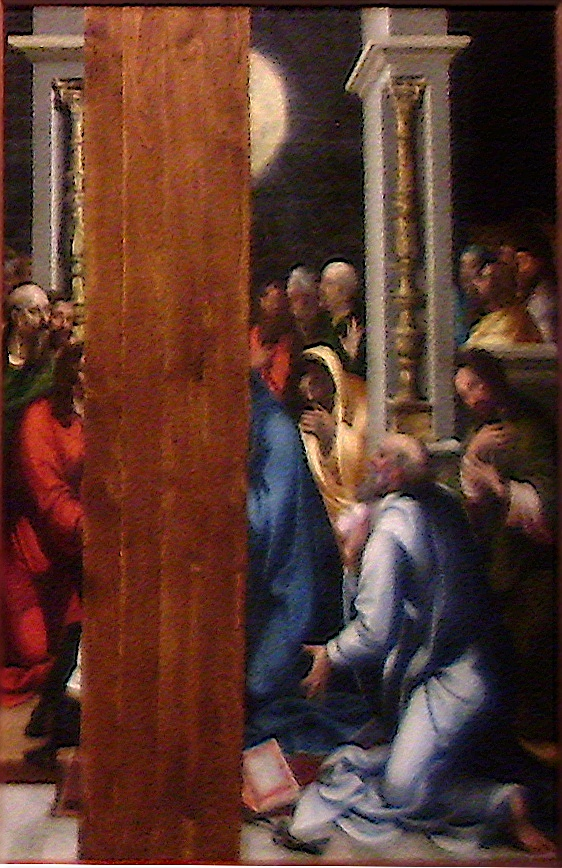
Pentecostes (1530-1537), de Garcia Fernandes e outros, proveniente do Mosteiro da Trindade e actualmente no MNAA.

Segundo Luís Reis Lopes, o Retábulo do Mosteiro da Trindade foi realizado no terceiro período da vida artística de Garcia Fernandes, ou seja de 1531 a 1540. Mas para Dagoberto Markl esta obra é datada de 1530, data que foi posteriormente alterada, por motivos desconhecidos, para 1537, pois no Pentecostes encontra-se a data de 1537, mas o 7 parece sobrepor-se a um 0.:136
Existem referências documentais, desde 1706, relativas ao Retábulo do Mosteiro da Trindade, posteriores portanto à sua criação, mas sem indicação do seu autor, ou autores que nele colaboraram. Garcia Fernandes não assinava as suas obras, mas costumava datá-las, pelo que a atribuição da obra é possível por aproximação de outras de que é sem dúvida o autor.:136
Em 1789, um monge, Frei Jerónimo, escreveu que anteriormente na capela-mor do Mosteiro havia um Retábulo da época medieval, provavelmente criado quando da reedificação mandada fazer pela rainha Santa Isabel, cerca de 1286-1289, e que perdurou até 1520 quando o superior do Mosteiro, Frei Nicolau, o mandou substituir pelo agora designado Retábulo do Mosteiro da Trindade.:136
Ainda segundo Dagoberto Markl, a encomenda e a indicação dos temas do Retábulo do Mosteiro da Trindade datam de 1520, devendo ter sido encarregado um grupo de pintores e um responsável, muito provavelmente Garcia Fernandes, para a sua execução que teria sido iniciada nesse ano e ficado quase concluída em 1530, data fixada inicialmente no Pentecostes, e que por razão desconhecida teria sido finalizado apenas em 1537.:137
O Retábulo do Mosteiro da Trindade foi reconstituído para a exposição Os Primitivos Portugueses (1450-1550) - O Século de Nuno Gonçalves iniciada em 11 de novembro de 2010 (e encerrada a 23 de Abril de 2011).

## Apreciação
Para a jornalista Ana Dias Cordeiro, o Retábulo do Mosteiro da Trindade é também um primeiro exemplo de uma pintura de mestres que, a partir dos anos 1530, já após a ascensão ao trono de D. João III, começam a libertar-se em resposta aos novos ideais humanistas que passam a dominar.
Na procura do clássico, a pintura passa a ter uma nova expressividade, afastando-se da pintura flamenga que marcou anteriormente a pintura portuguesa e dominou a criação artística na viragem do século XV para o XVI e no reinado de D. Manuel I (1495-1521).
Segundo José Alberto Seabra, esta nova tendência corresponde a uma "actualização bastante rápida em torno desses novos ideais estético-filosóficos que se reflecte muito na pintura, não só nos modelos de fundos arquitectónicos, como também nos próprios meios expressivos, no tipo de composições em que as coisas deixam de ter aquela serenidade litúrgica da pintura flamenga".
Para o historiador de arte Joaquim Caetano, "Na pintura, há uma vontade desse clássico. Há quase como um esforço de resposta dos mestres, que tentam ir ao encontro de um novo gosto e de uma abertura cultural que se dá em Portugal, para quem essa capacidade de resposta também é sinal da qualidade da arte portuguesa deste século brilhante. Em A Transfiguração, há a noção de figuras com essa dignidade, e uma questão de escala, de ritmo, e com uma imponência que já joga com outro tipo de valores".

## Galeria

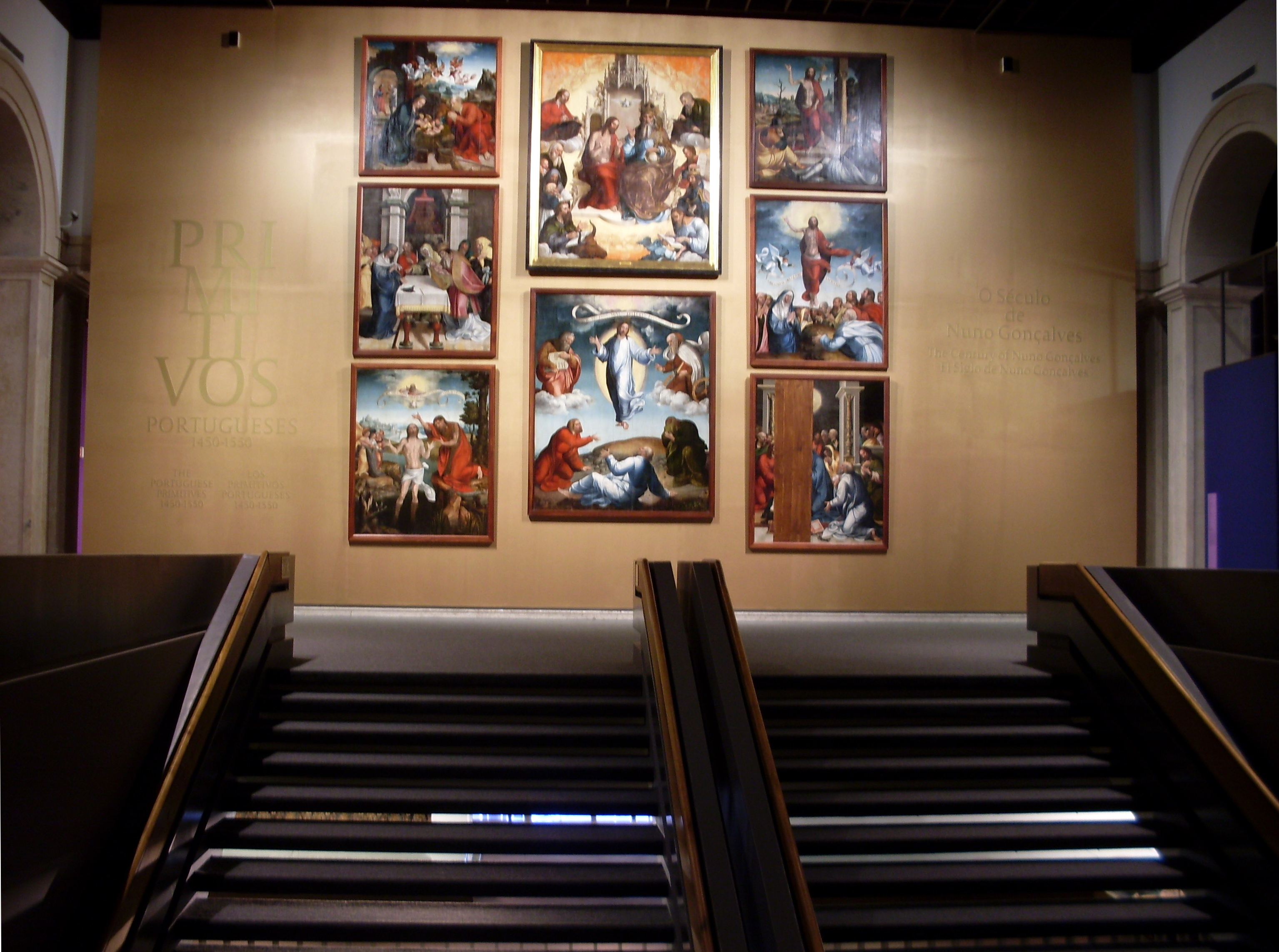
Apresentação do Retábulo do Mosteiro da Trindade no MNAA
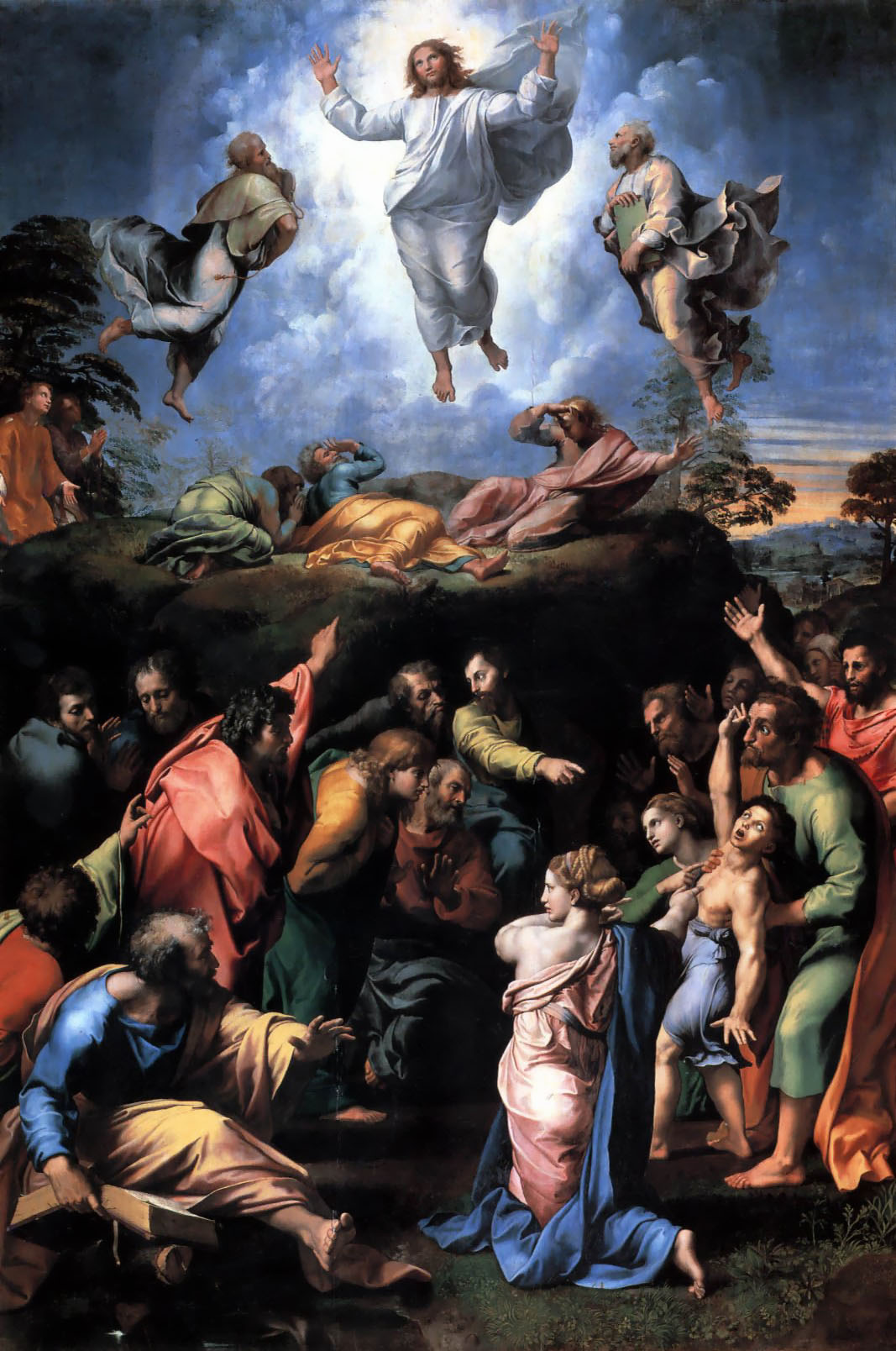
Transfiguração (1817-1520), de Rafael, nos Museus Vaticanos

### Ligação externa
- Página oficial do Museu Nacional de Arte Antiga